# Államok vezetőinek listája 165-ben
Ezen az oldalon az i. sz. 165-ben fennálló államok vezetőinek névsora olvasható földrészek, majd országok szerinti bontásban. 

## Európa
- Boszporoszi Királyság
  - Király: Eupatór (153–174)

- Római Birodalom
  - Császár: Marcus Aurelius (161–180) 
    - Consul: Marcus Gavius Orfitus
    - Consul: Lucius Arrius Pudens

  - Britannia provincia
    - Legatus: Sextus Calpurnius Agricola (163–166)

  - Germania Superior provincia
    - Legatus: Gaius Aufidius Victorinus (162–166)

## Ázsia
- Armenia
  - Király: Szohaimosz 2x (163–180)

- Elümaisz
  - Király: Abarbaszi (160-170)

- Harakéné
  - Király: II. Orabazész (150/151–165)
  - Király: II. Abinergaosz (165–180)

- Hsziungnuk
  - Sanjü: Csucseer (147-172)

- Ibériai Királyság
  - Király: II. Paraszmenész (135–185)

- India
  - Anuradhapura
    - Király: Bhatika Tissza (141–165)
    - Király: Kanitha Tissza (165–193)

  - Szátaváhana Birodalom
    - Király: Sivaszkandha Szátakarni (kb. 164–170)

- Japán
  - Császár: Szeimu (131–191)

- Kína (Han-dinasztia)
  - Császár: Han Huan-ti (146–168)

- Korea
  - Pekcse
    - Király: Keru (128-166)

  - Kogurjo
    - Király: Cshade (146–165)
    - Király: Sinde (165–179)

  - Silla
    - Király: Adalla (154-184)

  - Kumgvan Kaja
    - Király: Szuro (42–199?)

- Kusán Birodalom
  - Király: Huviska (140–183)

- Oszroéné
  - Király: Váil (163–165)
  - Király VIII. Mánu 2x (165–167)

- Pártus Birodalom
  - Nagykirály: IV. Vologaészész (147-191)

## Afrika
- Római Birodalom
  - Aegyptus provincia
    - Praefectus: Titus Flavius Titianus (164–167)

- Kusita Királyság
  - Kusita uralkodók listája

## Fordítás
- Ez a szócikk részben vagy egészben  a   Liste der Staatsoberhäupter 165 című német Wikipédia-szócikk ezen változatának fordításán alapul.  Az eredeti cikk szerkesztőit annak laptörténete sorolja fel. Ez a jelzés csupán a megfogalmazás eredetét és a szerzői jogokat jelzi, nem szolgál a cikkben szereplő információk forrásmegjelöléseként.